# 池田千恵
池田 千恵（いけだ ちえ、1974年7月19日 - ）は、福島県生まれの作家。キャリアコンサルタント。
2度の大学受験失敗を機に早起きに目覚める。外食ベンチャー企業、外資系戦略コンサルティング会社を経て2008年に独立。2009年、著書が12万部超えのベストセラーとなり「朝活」の専門家と呼ばれるようになった。2010年より毎年『朝活手帳』をプロデュース。著書の累計は25万部超（2025年現在）。早起きトレーナー、朝イチ業務改革コンサルタント。朝イチ仕事改革のコンサルティングを生業にし、早起きによる思考整理・情報発信・時間管理・目標達成手法を著書や講演で紹介している。「朝活のプロ」、「朝活」第一人者。
早起き習慣化を指導した実績をもとに、朝コミュニティ「朝キャリ」を主宰。朝活以外でも図解化のコンサルタントや職業選択や能力開発に関する相談・助言を行う専門職であるキャリアコンサルタント（国家資格・厚生労働省）としても活動。1子（2016年誕生）の母。朝活のいいところは「自分を褒めることができるところ」にあると考え「朝活」を推奨している。愛称は「いけちえ」。株式会社朝6時 代表。。Before 9（ビフォア・ナイン）Project 代表。

## 人物・来歴
中学生時代に教師から「IQが低い」とクラスの皆の前で言われたトラウマで、学歴や勉強コンプレックスも持つ。1浪で入学した大学が合わず再受験を決意し9月に休学、3度目の大学受験を前に20歳で朝に早起きして勉強することをはじめる。夜10時に就寝、朝5時30分起床。6時に家を出て予備校の自習室で勉強し、半年間で慶應義塾大学総合政策学部に合格した。
就職活動は2浪ということもあり苦戦。30社落ちしたが、なんとか外食ベンチャー企業（ワタミ株式会社）に入社も、すぐに窓際社員となり3年で転職。ボストン コンサルティング グループで派遣社員となった。受験勉強以来久しぶりに朝型に切り替え、朝の早起きで生活リズムを整ったこともあり、派遣社員から正社員に昇進。外資系戦略コンサルティング会社で7万5000枚以上のプレゼン資料を作成した経験をもとに、図解化コンサルティング業で独立。朝9時までの時間を有効活用するための早朝セミナー「Before 9プロジェクト」を開始。独自メゾットを数多く発案した。自著書『「朝4時起き」で、すべてがうまく回りだす!』の影響で朝4時に起きる「ヨジラー」が急増し「朝活のプロ」「朝活ブームの仕掛け人」と呼ばれるようになった。毎年年末には朝7時からお酒を飲む早朝忘年会を実施するなど自らも朝活を推奨し実践している。
夜型から朝型に変えた実体験と多くの人の早起き習慣化を指導した実績をもとに、午前4時から午前9時までのスケジュール管理ができる朝専用の『朝活手帳』を2010年よりプロデュース。朝9時までの時間を有効活用するための早朝セミナー「Before 9プロジェクト」を開始。人気手帳となり16年以上連続で発売。「朝1時間」の業務改革による生産性向上、働き方改革のための手法を企業に指導。2018年から、出世／昇進／副業／起業など、キャリアに迷ったときや学びたい個人向けの活動として、朝活で人生を戦略的に舵取りできるよう、朝活コミュニティ「朝キャリ」を主宰（メンバーは30〜60代まで約150人）。キャリアコンサルタント（国家資格・厚生労働省）としての知見を活かし「キャリア迷路（モヤキャリ）」から抜け出せるよう、自分の将来を真面目に楽しく語りあう場を提供している。自身は高校時代までは完全な「夜型」だった。
自分時間専門家。仕事と遊びの境界線をなくす「公私混同力」を推奨している。私塾「働きウーマンのための 私であるための企画力講座（iプラ）」で開発した「人生年表」「自分経営理念」を使うことで、長年の主婦業からの正社員復帰、昇格試験合格、ヘッドハンティング成功、会社員のまま個人事業主として独立といった結果を得るビジネスマンを多数輩出。「人生年表」メソッドは一部上場企業でも研修で使われている。「資料作成」を学ぶことにより、論理の組み立てを理解ができ考えがまとまる。その結果伝えたい内容の言葉にチカラが宿りり、自信を持って相手にお届けできるという好循環ができる。その他、「働き方改革プロジェクト」「女性活躍推進プロジェクト」など、ミドルマネジメント戦力化のためのコンサルティングや研修を行っている。

### 年表
- 1999年：ワタミフードサービス株式会社（現ワタミ株式会社）入社

- 2002年：ボストン コンサルティング グループに契約社員として入社
- 2003年：ボストン コンサルティング グループの正社員に昇格（朝活による効果）
- 2005年：結婚（31歳）

- 2008年：独立。「早朝グルメの会」を毎月１回、朝7時～都内のレストランではじめる

- 2009年：図解化コンサルティング業（CONECTA）を開始。初著書『「朝4時起き」で、すべてがうまく回りだす!』を出版

- 2010年：朝時間.jpの公式ブロガーに

- 2013年：さとなおラボ 1期（主催：佐藤尚之）で学び直し。5年目の ホノルルマラソンで自己ベスト（4時間35分38秒）更新

- 2015年：経営戦略としての朝活用を支援する「株式会社 朝6時」を創業

- 2016年：子供が誕生（41歳）

- 2018年：攻めの朝活コミュニティ「朝キャリ®」を主宰
- 2020年：公式YouTubeチャンネル開設（生YouTube朝活を毎週配信）
- 2025年：『週末アウトプット』ブッククラブ（#シューボン）開始

#### エピソード等・考え方
- 「きき酒師ちえの料理と酒の相性研究」のホームページを主宰していた2005年に「ゴクゴクの日」（ビールをゴクゴク「ゴ（5）ク（9）ゴク」飲む記念日）として毎年5月9日をゴクゴクの日として制定し一般社団法人・日本記念日協会により認定・登録された。[20]
- ￼飲食の資格：日本酒のソムリエ唎酒師（ききさけし）・その上位資格の酒匠（さかしょう）、J.S.A.ワインエキスパート（日本ソムリエ協会）、ビアテイスター、C.P.A.認定チーズプロフェッショナル、パン教室講師資格（天然酵母）。
- 早起きの最大のメリットは1日の始まりの時間に、その時々の一番重要なことについてきっちり集中して取り込むことができることだと考え、早起きは起床時間よりも「朝何をするか」が大切だと唱えている。朝活推奨以外でもプレゼンテーション資料作成支援、思考整理、情報発信、時間管理、目標達成、女性のキャリア形成などをテーマに講演、研修、著述活動も行っている。「資料作成」を学ぶことにより、論理の組み立てを理解ができ考えがまとまる。その結果伝えたい内容の言葉にチカラが宿り、自信を持って相手にお届けできるという好循環ができる。

## 著書

### 自著
- 2025年1月：朝15分からできる! 人生が変わる! 週末アウトプット 日本実業出版社 ISBN 4534061609 272ページ [21]

- 2023年10月：週末ひとり時間: ココロとカラダが癒される！ 三笠書房 王様文庫 ISBN 4837930646 240ページ

- 2023年3月：週末朝活 超リフレッシュ＆充実の自分づくり 三笠書房 王様文庫 ISBN 4837930468 216ページ [22]

- 2022年11月：ME TIME 自分を後回しにしない「私時間」のつくり方 ディスカヴァー・トゥエンティワン ISBN 479932912X 256ページ

- 2020年4月：「朝1時間」ですべてが変わる モーニングルーティン 日本実業出版社 ISBN 4534057741 224ページ

- 2016年11月：朝の余白で人生を変える ディスカヴァー・トゥエンティワン ISBN 4799320009 263ページ

- 2016年4月：夢は図にするとかなう 「一枚図解」でできる思考の整理術 水王舎 ISBN 4864700559 192ページ

- 2013年12月：『描いて共有! チーム・プレゼン会議術』日経BP ISBN 4822285219 182ページ

- 2013年9月：「仕事を任される人」になる5つのルール 大和出版 ISBN 4804717935

- 2013年7月：「朝4時起き」で、すべてがうまく回りだす! 文庫版 PHP研究所 ISBN 4569760295

- 2012年11月：絶対!伝わる図解 面白いほど通るプレゼン作成術 朝日新聞出版 ISBN 4023311405 184ページ

- 2011年7月：「ひとり時間」で、すべてがうまく回りだす！』マガジンハウス ISBN 4838722761 256ページ

- 2010年3月：夢が現実化する「1枚図解」明日香出版社 ISBN 4756913687 196ページ

- 2009年7月：「朝4時起き」で、すべてがうまく回りだす! マガジンハウス ISBN 4838719930 220ページ

### 外国語版：
- 2025年：ベトナム『「朝1時間」ですべてが変わる モーニングルーティン』
- 2023年：中国『ME TIME 自分を後回しにしない「私時間」のつくり方』
- 2022年9月：中国『「朝4時起き」で、すべてがうまく回りだす! 』

- 2021年5月：中国『「朝1時間」ですべてが変わる モーニングルーティン』

- 2021年3月：韓国『「朝1時間」ですべてが変わる モーニングルーティン』

- 2020年1月：ベトナム『朝の余白で人生を変える』

- 2011年12月：韓国『「ひとり時間」で、すべてがうまく回りだす! 』

- 2011年3月：台湾 『夢が現実化する「1枚図解」』

- 2010年：台湾『「朝4時起き」で、すべてがうまく回りだす! 』

- 2010年：中国『「朝4時起き」で、すべてがうまく回りだす! 』

### プロデュース
「朝の1時間」で自分が変わる、未来が変わる。早起きできるようになる『朝活手帳』など。裏帯のイラストは松尾たいこ。予定を「収穫（緊急・重要：緑色）」、「間引き（緊急・通常：青色）」、「種まき（急ぎではない・重要：赤色）、「塩漬け（急ぎではない・通常：黒色）」と4色に分けて記入する「4色To Doマトリクス」で目標達成と振り返りができる。
- 2025年8月：『朝活手帳 2026』ディスカヴァー・トゥエンティワン ISBN 4799331620
- 2024年9月：『朝活手帳 2025 11月始まり [四六判] Diary –』ディスカヴァー・トゥエンティワン ISBN 4799330632

- 2023年9月：『朝活手帳 2024 11月始まり [四六判] Diary –』ディスカヴァー・トゥエンティワン ISBN 4799329642

- 2022年9月：『朝活手帳 2023 11月始まり [四六判] Diary –』ディスカヴァー・トゥエンティワン ISBN 4799328670

- 2021年9月：『朝活手帳 2022 11月始まり [四六判] Diary –』ディスカヴァー・トゥエンティワン ISBN 4799327585

- 2020年9月：『朝活手帳 2021 [四六判] Diary 』ディスカヴァー・トゥエンティワン ISBN 4799326414

- 2019年9月：『朝活手帳 2020 [四六判] Diary』ディスカヴァー・トゥエンティワン ISBN 4799325027

- 2018年9月：『朝活手帳 2019 Diary』ディスカヴァー・トゥエンティワン ISBN 479932294X

- 2017年9月：『朝活手帳 2018 Diary』ディスカヴァー・トゥエンティワン ISBN 4799320866

- 2016年9月：『朝活手帳 2017 Diary』ディスカヴァー・トゥエンティワン ISBN 4799318993

- 2015年9月：『朝活手帳 2016 Diary』ディスカヴァー・トゥエンティワン ISBN 4799317016

- 2014年9月：『朝活手帳 2015』ディスカヴァー・トゥエンティワン ISBN 4799315099

- 2013年9月：『朝活手帳 2014』ディスカヴァー・トゥエンティワン ISBN 4799313428

- 2012年12月：iPhone向け目覚ましアプリ「朝活アプリ」ディスカヴァー・トゥエンティワン [23]

- 2012年10月：『朝活手帳 2013』ディスカヴァー・トゥエンティワン ISBN 4799312103 振り返りシート追加

- 2011年11月：『朝活手帳 2012』ディスカヴァー・トゥエンティワン ISBN 4799310593

- 2011年2月：『朝活手帳 日付記入式手帳 Diary』ディスカヴァー・トゥエンティワン ISBN 4887598971

- 2010年10月：『朝活手帳 2011』ディスカヴァー・トゥエンティワン ISBN 4887598416

## 主な出演

### テレビ
- 2023年11月15日『あさイチ』 NHK #METIME “自分時間”について考えてみよう
- 2015年3月26日 『バイキング』フジテレビ
- 2014年12月12日 『スッキリ!』日本テレビ
- 2013年11月28日 『はなまるマーケット』TBS
- 2013年1月17日 『ニッポン☆ダンディ』TOKYO MX
- 2012年11月9日『TOKYO BRANDNEW GIRLS』テレビ東京
- 2012年6月14日『スーパーニュース ANCHOR』 関西テレビ
- 2011年12月14日 『ZIP!』日本テレビ
- 2011年6月25日 NHK「めざせ! 会社の星」あなたはどっち？ 朝活ＶＳ．夜活[24]

- 2010年12月17日「ワールドビジネスサテライト」テレビ東京 図解化コンサルタントとして

#### 連載
日経産業新聞 「見直そうノート術」／日経産業新聞「人を動かす図解力」／日経ウーマンオンライン「池田千恵の「しなやか発信力」の磨き方」／シゴタノ! 「七転び早起き」（2009年 - 2012年）
- 2019年2月〜 - NIKKEI STYLE 連載「学びを成果につなげる ひとり朝活主義」[25]
- 2017年10月〜 - 日経ウーマンオンライン 連載「じぶん働き方改革」[26]
- 2016年12月〜 - 東洋経済オンライン[27]
- 2016年6月〜 - 日経ウーマンオンライン 連載「夢が現実化するアナログ手帳活用術」[28]
- 2015年4月〜 - 日経ウーマンオンライン 連載「ひとり力（ヂカラ）の作り方」
- 2013年1月〜 - 日本経済新聞電子版 「週末スキルアップ塾」伝わる図解術
- 2012年7月〜 - 日経産業新聞「成功する朝活術」

## ムック本 別冊・増刊（監修/寄稿・解説）
- 2024年8月：今日を心地よく過ごす 朝の整え方 宝島社 リンネル特別編集 （ムック本の監修）
- 2024年5月 - 日経WOMAN別冊『大人の「勉強」新ルール』
- 2024年5月 - ESSEのムック「すぐやる！」暮らしマネジメント
- 2017年8月：『夢を引き寄せる手帳術』（扶桑社ムック）
- 2016年10月 - DIME 増刊 Suits WOMAN(スーツ ウーマン) 秋号 小学館
- 2016年7月 - レタスクラブ 8/8 臨時増刊号
- 2016年6月 日経WOMAN 別冊 仕事が速い女性がやっている時間のルール
- 2016年5月 - InRed特別編集 新しいことを始めたい！私が変わる！新習慣 宝島社
- 2015年10月 -【完全ガイドシリーズ106】 手帳完全ガイド (100%ムックシリーズ)  晋遊舎
- 2015年9月 - 進研ゼミ中2マイスタイル「じぶんのコト発見ラボ」監修
- 2014年10月 - 日経ホームマガジン 仕事が速い女性がやっている時間のルール (日経WOMAN別冊)
- 2011年5月 - 睡眠革命 (別冊宝島) (別冊宝島 1766 スタディー)

## 「いけちえ」の思考・発言

### 「いけちえ」の朝活オススメ理由
早起きをおすすめする理由は、朝に「余白」の時間を作れば、きっちり仕事の段取りを考える時間ができるから。シミュレーションを済ませておくことで、例えば急な対応にも落ち着いて対処できるようになる。
朝活のおすすめポイントは、まず1つ目に「余裕が生まれること」。2つ目が「段取り力が身につくこと」。そして、 3つ目に「前向きになれること」。早寝早起き継続の一番のコツは「嬉しい！楽しい！気持ちいい！」を朝いちばんに用意すること。

### 朝活の「START UP（スタートアップ）の法則」
朝の早起きが得意になれる4つのステップ
- Sleep（寝る）：最適な睡眠時間を確保する

- TARget（定める）：自分がどこに向かいたいかを定める

- Time（時間）：頭を使いたくないルーティン作業を自動化する

- BackUP（バックアップ）：失敗しても凹まないようバックアッププランを立てる

### いけちえ」のスポンジの法則
- 自分のノウハウをさらけだせばさらけだすほどスカスカになりますが、その分もらうものも多くなる。どんどん発信してスカスカになって、また膨らみ、またスカスカになって膨らみ、ということを繰り返すと段々そのスポンジ自体が大きくなっていくという風に考えています。例えアウトプットした内容をそのままコピーされたとしても、自分の頭の中まではコピーされない。[32]

### 自分らしい時間術「いけちえ」の「SEE（エス・イー・イー）メソッド」[33]
「ME TIME＝自分のためだけの時間」をつくって自分らしく、主体的に毎日を楽しみ、味わうための時間術。
- S（Show）：時間を「見える化」する
- E（Edit）：時間を編集する
- E（Enjoy）：時間を楽しむ